# Поставка для государственных нужд
Поставка для государственных и муниципальных нужд товаров и услуг — вид купли-продажи, одной из сторон которой является государство (Российская Федерация или её субъекты) или муниципальное образование. Правовое регулирование поставок для государственных нужд осуществляет Федеральный закон № 94-ФЗ 2005 года «О размещении заказов на поставки товаров, выполнение работ, оказание услуг для государственных и муниципальных нужд». С 1 января 2014 года Федеральный закон № 94-ФЗ отменён, в силу вступил Федеральный закон № 44-ФЗ 2013 года «О контрактной системе в сфере закупок товаров, работ, услуг для обеспечения государственных и муниципальных нужд».

## Сущность поставок для государственных и муниципальных нужд
Поставки товаров для государственных (муниципальных) нужд направлены на обеспечение потребностей государства в товарах, услугах и работах. Их финансирование происходит из государственных и внебюджетных источников финансирования. Поставщиками товаров, работ и услуг для государственных (муниципальных) нужд могут стать любые организации, которые получили это право на основании Федерального закона № 44-ФЗ.

## Правовое регулирование поставок для государственных и муниципальных нужд
Понятие поставок для государственных и муниципальных нужд вводится в главе 30 ГК РФ, которая дает понятие договора поставки для государственных и муниципальных нужд. Также поставки для государственных и муниципальных нужд регулируются такими актами как:
- Федеральный закон № 60-ФЗ от 13.12.1994 «О поставках продукции для федеральных государственных нужд»;
- Федеральный закон № 79-ФЗ от 29.12.1994 «О государственном материальном резерве»;
- Федеральный закон № 44-ФЗ от 05.04.2013 «О контрактной системе в сфере закупок товаров, работ, услуг для обеспечения государственных и муниципальных нужд».

Ранее также — Федеральный закон № 94-ФЗ от 21.07.2005 «О размещении заказов на поставки товаров, выполнение работ, оказание услуг для государственных и муниципальных нужд».
С момента вступления в силу ФЗ № 44 иные законодательные акты применяются только в части, не противоречащей ему.
Основанием поставки для государственных и муниципальных нужд является государственный (муниципальный) контракт, заключенный по итогам торгов между государственным или муниципальным заказчиком и исполнителем.  Государственный (муниципальный) контракт — это договор, который заключается заказчиком от имени Российской Федерации, субъекта Российской Федерации или муниципального образования с целью обеспечения государственных (муниципальных) нужд.
В качестве заказчиков от имени государства и муниципальных образований могут выступать:
- органы государственной власти РФ;
- органы государственной власти субъектов РФ;
- органы местного самоуправления;
- казённые учреждения;
- уполномоченные на размещение заказов получатели средств из бюджета.

В качестве исполнителей в государственном (муниципальном) контракте могут выступать организации, которые стали победителями торгов на выполнение работ, поставку товаров и услуг для государственных (муниципальных) нужд.

## Виды торгов на поставку для государственных и муниципальных нужд
В соответствии с законодательством РФ[уточнить] осуществлять поставку товаров, работ и услуг для нужд государства и муниципальных образований могут организации, ставшие победителями торгов. Существует несколько видов торгов на поставку для государственных и муниципальных нужд:
- открытый конкурс;
- запрос котировок;
- открытый аукцион в электронном виде;
- открытый аукцион;
- закупка у единственного поставщика (представляет собой прямой контракт,  который заключается без проведения торгов в соответствии со ст. 93 N 44-ФЗ[уточнить]).

## Информационное обеспечение поставок для государственных и муниципальных нужд
С целью обеспечения прозрачности и доступности участия в поставках для государственных и муниципальных нужд информации о проводимых закупках и результаты их проведения должны размещаться в Интернете на Официальном сайте для размещения информации о госзакупках и пять электронных торговых площадок. В Интернете также проводится и часть закупок: открытый аукцион в электронной форме и запрос котировок.
Закон № 44-ФЗ четко прописывает процедуры размещения информации, проведения торгов и размещения их результатов. Любое нарушение влечет за собой наказание в виде штрафов как для организаций, так и для физических лиц. Одним из основных принципов современных поставок для государственных нужд является их открытость, что обеспечивается через сеть Интернет. Правовое обеспечение размещения информации о проводимых для нужд государства закупках в Интернете регулирует, помимо ФЗ № 44 Постановление Правительства РФ от 17.03.2008 № 179 «Об утверждении Положения о пользовании сайтами в сети Интернет, на которых осуществляется проведение открытых аукционов в электронной форме, и требованиях к технологическим, программным, лингвистическим, правовым и организационным средствам обеспечения пользования указанными сайтами, а также к системам, обеспечивающим проведение открытых аукционов в электронной форме».